# Johannes Mattfeld
Johannes Mattfeld (* 18. Januar 1895 in Lehe bei Bremerhaven; † 19. Januar 1951 in Berlin) war ein deutscher Botaniker. Sein offizielles botanisches Autorenkürzel lautet „Mattf.“

## Leben
Der Sohn des späteren Rektors der Deichschule, Friedrich Mattfeld, offenbarte schon während seiner Schulzeit am Bremerhavener Gymnasium (1905–1914) eine naturwissenschaftliche Begabung, die er durch praktische Arbeit bei Friedrich Plettke und Christoph Brockmann ergänzte. Mit dem von Plettke gegründeten »Verein für Naturkunde an der Unterweser« stand er bis zu dessen Auflösung in Verbindung. Noch als Schüler unternahm er eine botanische Forschungsreise in die Niederlande. Das anschließende Botanik-Studium an der Albert-Ludwigs-Universität Freiburg und ab 1915 an der Friedrich-Wilhelms-Universität zu Berlin durch den Ersten Weltkrieg unterbrochen. Seine Doktorarbeit schrieb er bei Adolf Engler, dem Leiter des Botanischen Gartens und Botanischen Museums Berlin. 1920 wurde er zum Dr. phil. promoviert.
Nachdem Engler Mattfeld bereits 1919 als Assistenten eingestellt hatte, war Mattfeld dort ab 1926 als Kustos und ab 1932 auch als Professor tätig. Im Oktober 1950 zum kommissarischen Leiter des Botanischen Gartens und Museums berufen, starb er wenige Monate später infolge einer überraschend aufgetretenen und schnell verlaufenden Krankheit. Mattfeld blieb zeitlebens unverheiratet und widmete seine ganze Kraft der Wissenschaft. Er machte sich vor allem als Systematiker einen Namen. Bereits 1915 hatte er den Auftrag erhalten, die Kriegsmeliorationen in den Mooren des Regierungsbezirks Stade zu untersuchen. Für das Dahlemer Institut unternahm er zahlreiche Forschungsreisen, vor allem in die mitteleuropäischen Gebirge Italiens, Bulgariens, Griechenlands und der Türkei. Sie kamen der von ihm betreuten Pflanzensammlung (Herbarium) des Botanischen Gartens zugute und Mattfeld veröffentlichte die wissenschaftlichen Reiseergebnisse. In Fachkreisen international bekannt und an den Beratungen über die wissenschaftliche
Nomenklatur beteiligt (u. a. auf den botanischen Kongressen 1930 und 1935 sowie 1950 als Schriftführer der deutschen Nomenklaturkomrnission), war er seit 1921 auch mit der Organisation der Pflanzenkartierung für ganz Deutschland befasst. Die systematische Botanik und die Vegetationsgeographie verdanken seinen Forschungen zahlreiche neue Impulse. Der Großteil der von ihm angelegten Sammlungen und Kartierungen ging allerdings bei alliierten Fliegerangriffen im II. Weltkrieg verloren. Die Wiederaufbauarbeit, bei der er sich noch im letzten Lebensjahr internationaler Unterstützung versichern konnte, erlitt jedoch durch seinen frühen Tod einen Rückschlag.

## Werke
Er trug zur 2. Auflage von Adolf Englers Werk Die natürlichen Pflanzenfamilien bei. Für Band 16c schrieb er den Nachtrag zu den Caryophyllaceae (1934), für Band 20b schrieb er Pentaphylacaceae und Stackhousiaceae (1942).

## Ehrungen
Die Pflanzengattungen Mattfeldia Urb. und Mattfeldanthus H.Rob. & R.M.King aus der Familie der Korbblütler (Asteraceae) sind nach ihm benannt.